# 青岛前湾港区3号疏港高速公路
青岛前湾港区3号疏港高速公路，简称青岛前湾港区3号疏港高速，高速公路网编号为S7603，是中华人民共和国山东省青岛市黄岛区连通青岛前湾港的一条疏港高速公路，全长3.3km。该公路起于灵珠山东立交，止于徐村立交，连接了青岛前湾港区2号疏港高速公路和青兰高速公路。